# Štôla
Štôla (in ungherese Stóla, in tedesco Stollen, in polacco Stwoła) è un comune della Slovacchia facente parte del distretto di Poprad, nella regione di Prešov.
Il villaggio fu menzionato per la prima volta nel 1330.